# Payman Maadi

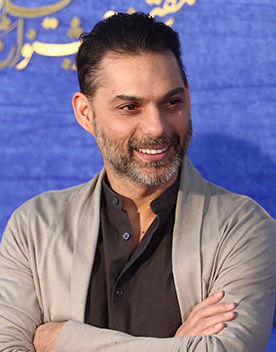
Payman Maadi (2019)

Payman Maadi (persisch پیمان معادی, auch Peyman Maadi, geb. 30. Juni 1970 in New York City) ist ein iranisch-amerikanischer Schauspieler, Drehbuchautor und Regisseur.

## Leben
Payman Maadi ist vor allem für seine Hauptrollen in den Filmen Nader und Simin – Eine Trennung (2011) und Alles über Elly (2009) von Regisseur Asghar Farhadi und Last Knights (2015) sowie in dem Independent-Drama Camp X-Ray – Eine verbotene Liebe (2014) bekannt. Für seine Rolle in Nader und Simin – Eine Trennung gewann er den Silbernen Bären als bester Schauspieler bei den 61. Internationalen Filmfestspielen Berlin (2011).
Im Sommer 2025 wurde Maadi Mitglied der Academy of Motion Picture Arts and Sciences.

## Filmografie
- 2009: Alles über Elly (Darbareye Elly)
- 2011: Nader und Simin – Eine Trennung (Jodaeiye Nader az Simin)
- 2014: Camp X-Ray: Eine verbotene Liebe (Camp X-Ray)
- 2015: Last Knights – Die Ritter des 7. Ordens (Last Knights)
- 2016: 13 Hours: The Secret Soldiers of Benghazi
- 2016: The Night Of: Die Wahrheit einer Nacht (The Night Of, Fernsehserie, 8 Folgen)
- 2018: The Pig
- 2018: Bomb, yek asheghaneh (auch Regie und Drehbuch)
- 2019: 6 Underground
- 2019: Nagahan Derakht
- 2019: Teheran Connection (persisch متری شیش و نیم; Metri Shesh Va Nim)
- 2020: Bis an die Grenze (Police)
- 2020: Walnut Tree
- 2022: Leilas Brüder (persisch برادران لیلا; Baradarane Leila)
- 2023: Motståndaren
- 2023: Aporia
- 2025: Woman and Child (persisch زن و بچه; Zan o bacheh)